# Coelleira
El MV Coelleira fue un pesquero de propiedad española construido en 1970 en los Países Bajos. Naufragó el 4 de agosto de 2019 en Ve Skerries, Shetland (Reino Unido).

## Hundimiento

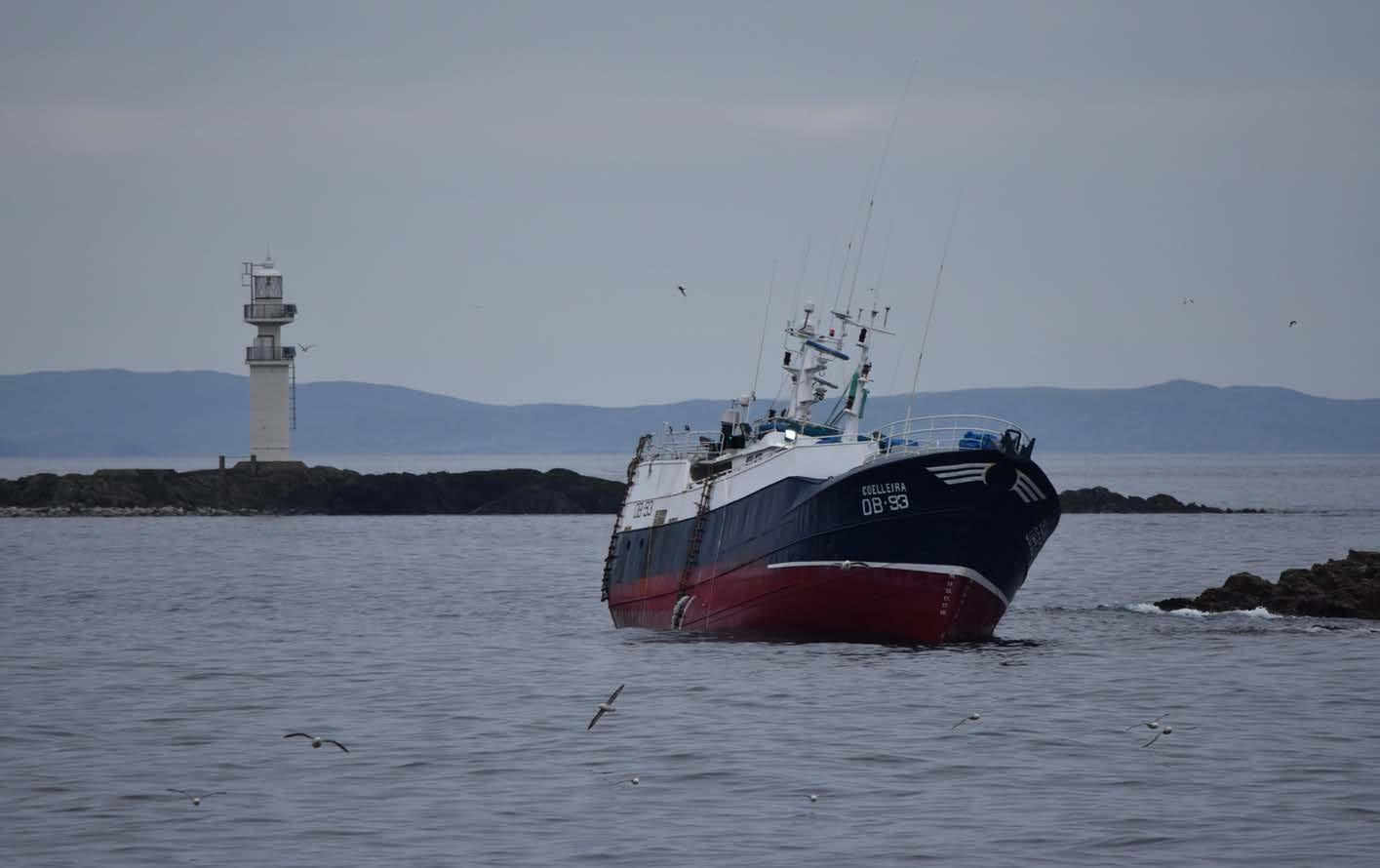
Coelleira encalló en el Clubb antes del intento de salvamento

A última hora del 3 de agosto de 2019, el buque pesquero Coelleira, de propiedad española y con matrícula británica, regresaba a Scrabster (Caithness) desde unas 18 millas náuticas (33 km; 21 mi) al norte de la entrada de Yell Sound con una captura de aproximadamente 15 toneladas de pescado. Aparte de la poca luz, las condiciones eran ideales: había una visibilidad clara, mares tranquilos y vientos suaves. Con la intención de regresar lo más rápido posible (debido a retrasos inesperados en sus operaciones de pesca), el oficial del barco fijó el rumbo del buque a 184° y avanzó a una velocidad de 9 nudos (17 km/h; 10 mph) para mantenerse cerca de la costa con el fin de no perder tiempo. A las 21:42, el rumbo se fijó en 204°.
A las 22:30, el capitán (un ciudadano español de 56 años) relevó al piloto, que se fue a dormir. Durante las dos horas siguientes, el capitán realizó cinco ajustes en el rumbo del barco para seguir la costa. Durante este tiempo, el capitán trabajó en los registros de desembarques de pescado y otras tareas administrativas. No se sabe con qué frecuencia se comprobaba la posición del barco.

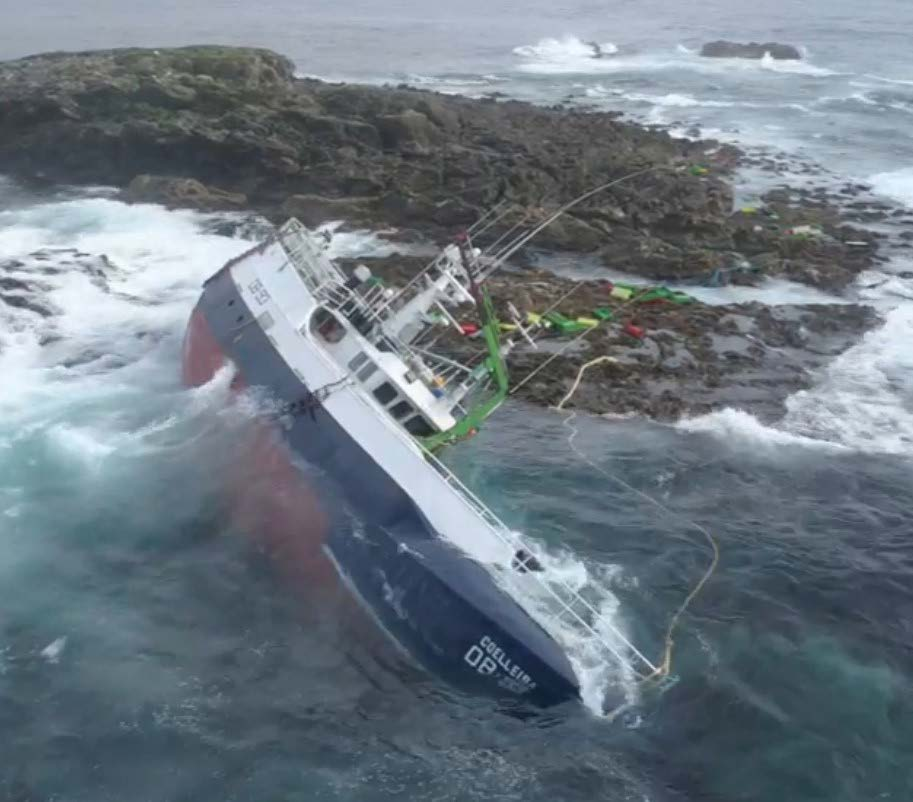
Coelleira en su costado de babor después del intento de salvamento.

A las 00:23 del 4 de agosto, el Coelleira fue puesto en rumbo 206°, con el objetivo de mantenerse a unas 3,5 millas náuticas (6,5 km; 4,0 mi) de cualquier riesgo para la navegación. El patrón no vio ningún peligro en el chartplotter, y aunque vio la luz de un faro hacia la amura de babor, supuso que se trataba de un faro en tierra firme.
En un momento no especificado, el capitán abandonó la timonera y (según un informe de la División de Investigación de Accidentes Marítimos) mientras el capitán regresaba a su puesto a la 01:24, el Coelleira encalló en el Clubb, Ve Skerries viajando a 10 nudos (19 km/h; 12 mph). La tripulación se despertó con el sonido de la colisión, tras lo cual se reunieron en la timonera y se pusieron trajes de supervivencia y chalecos salvavidas. Se lanzaron dos botes salvavidas por el lado de estribor. A la 01:29, se notificó el accidente a la Guardia Costera de Shetland y, en respuesta, se envió al lugar la lancha salvavidas Aith y un helicóptero de rescate. Los 15 tripulantes fueron subidos a bordo del helicóptero y regresaron ilesos al lugar de aterrizaje de emergencia en Clickimin en Lerwick.
Posteriormente se intentó reflotar el buque. El barco fue inspeccionado con la ayuda del remolcador Tystie de la terminal Sullom Voe; sin embargo, durante la inspección el barco se inclinó 5-10° a babor, momento en el que los hombres a bordo fueron evacuados.  El remolcador de emergencia Ievoli Black intentó sacar al Coelleira del Clubb el 7 de agosto; sin embargo, durante el intento el barco se inclinó más de 55° a babor y, con un pronóstico de malas condiciones del mar y del clima, el barco se consideró insalvable. En los días siguientes, el barco se rompió y se hundió.
En su informe sobre el incidente, la División de Investigación de Accidentes Marítimos concluyó que la planificación del paso entre los caladeros y Scrabster fue inadecuada, que no se hizo un seguimiento de la posición del buque y que el puente estaba vacío cuando el buque encalló. Sugirieron que la toma de decisiones del capitán pudo haberse visto afectada por la fatiga, mientras que la configuración de los controles del puente puede haber dificultado la observación de los riesgos para el buque.